# Tề Khang công
Tề Khang công (chữ Hán: 齊康公; ở ngôi: 404 TCN-386 TCN), tên thật là Khương Thải (姜貸), là vị vua thứ 32 và là vua cuối cùng của Khương Tề - chư hầu nhà Chu trong lịch sử Trung Quốc.
Ông là con trai của Tề Tuyên công – vua thứ 31 nước Tề. Năm 405 TCN, Tề Tuyên công mất, Khương Thải được lập lên nối ngôi, tức là Tề Khang công.
Quyền hành nước Tề đã lọt vào tay họ Điền từ 100 năm trước. Tới thời Tề Khang công làm vua chỉ có hư vị. Lúc đó không chỉ họ Điền nước Tề mà ba họ Hàn, Triệu, Ngụy nước Tấn cũng lấn quyền vua Tấn, cắt đất tự nắm quyền hành để chuẩn bị xưng làm chư hầu. Họ Điền sai sứ đi lại với 3 nhà nước Tấn.
Năm 403 TCN, Chu Uy Liệt Vương chính thức công nhận cho ba họ Hàn, Triệu, Ngụy nước Tấn làm chư hầu. Năm 386 TCN, tới lượt chắt của Điền Hằng là Điền Hòa cũng được thiên tử nhà Chu thừa nhận là chư hầu, gọi là Điền Tề để phân biệt với dòng Khương Tề của Khương Tử Nha. Tề Khang công bị Điền Hòa đày ra gần bờ biển phía đông, mất toàn bộ đất đai nước Tề kể từ năm 386 TCN. Họ Điền chính thức thay họ Khương làm vua nước Tề.
Khương Tề chính thức bị diệt từ đó. Tề Khang công sống tới năm 379 TCN thì mất. Trên danh nghĩa ông ở ngôi được 19 năm, không rõ bao nhiêu tuổi.